# Gaetano Corticelli
Gaetano Corticelli (Bologna, 22 giugno 1804 – Bologna, 18 marzo 1840) è stato un pedagogo, pianista e compositore italiano.

## Biografia
Figlio di Clemente e Lucia Mazzoni, fu allievo al liceo comunale di un maestro di pianoforte sconosciuto e imparò da suo padre Mattei a comporre. Gaetano fu nominato nel 1821 come studioso di filarmonica, lavorò come musicista a Firenze e Bologna, dedicandosi principalmente all'insegnamento e alla composizione della musica per il suo strumento pur essendo considerato un pianista a livello locale. Anche se caratterizzato da una particolare dolcezza nel suo modo di suonare, non intraprese la carriera da solista, limitandosi ad apparizioni pubbliche a spettacoli di musica da camera: il 16 aprile 1831 partecipò al Teatro Goldoni di Firenze in una sessione accademica del pianista viennese MJ Leidesdorf, con il quale ha eseguito variazioni su due pianoforti; accompagnò Maria Malibran alla celebre accademia del cantante l'11 marzo 1835 alla Società del Casinò di Bologna e il 26 gennaio. Nel 1837 ottenne grande successo al "Teatro Comunale" di Bologna con l'esecuzione del suo trio con il clarinettista D. Liverani e il violoncellista C. Parisini. Il 3 giugno 1839, la sua reputazione di insegnante gli valse la posizione di insegnante di pianoforte presso il liceo municipale della sua città natale. Il 20 aprile la studentessa Isabella Pio di Savoia ha organizzato a beneficio della famiglia Corticelli, un grande galà vocale e strumentale, a cui hanno partecipato i migliori cantanti e strumentisti allora presenti a Bologna.
Corticelli fu un autore di successo di musica per pianoforte, pubblicando quasi esclusivamente in casa Ricordi, senza indicazione riguardo alla sua data di attività. Le sue composizioni appartengono per lo più al genere pianisico allora in voga; fantasie e variazioni nel mondo dell'opera: scrissi diversi motivi per Norma, il sonnambulo e I Puritani di Bellini, Marino Faliero, Pia de 'Tolomei e Parisina d'Este Gaetano Donizetti, d'Elisa e Claudio, ossia L'amore protetto dall'amicizia de Saverio Mercadante, de La fidanzata corsa de Giovanni Pacini, de Guglielmo Tell de Gioachino Rossini, d Un'avventura di Scaramuccia de Luigi Ricci, del croat i Margherita d 'Anjou di Giacomo Meyerbeer e Daniel Auber La Fiancée e Le Maçon. Qui dobbiamo aggiungere le due fantasie romantiche: The Dream of Exile, op. 59 e il Romantic Fantasy, op. 67; brani caratteristici come The Extreme Kiss e varie composizioni per pianoforte a quattro mani: sei poli, alcune sonate, un diversivo su temi di Auber come La Muette di Portici, e ancora variazioni operistiche, su temi di Anna Bolena e Marino Faliero di Donizetti. Corticelli fu anche autore di musica da camera: tra le quali compose arie per canto e pianoforte ( Illusione, Canto, rimprovero, amore, Preghiera, scusa, Il mucchio di fiori, La rondine, La rosa, La Trobadour ), tre fantasie per pianoforte e clarinetto su motivi di Guglielmo Tell di Rossini, Norma di Bellini e La Muette di Portici d'Auber, Fantasia per pianoforte e fagotto in Otello di Rossini, tre trio per pianoforte, oboe e fagotto, e I tre generi; tre grandi trio per pianoforte, clarinetto e violoncello: genere romantico, genere fantasy, genere religioso.
Le composizioni di Corticelli riscosserò un certo successo ai loro tempi, cosicché la casa editrice Ricordi inserì in Strenna a Notturno di Corticelli accanto a brani di Franz Liszt, Gioachino Rossini, Gaetano Donizetti.
La caratteristica più evidente della sua musica è un "certo dramma appassionato di stile pre-verdiano", che identifica molte delle sue composizioni, avvicinandolo così al movimento romantico italiano. Numerosi sono gli effetti operistici sul suo pianismo, predominanti in termini di ricerca propriamente strumentale.

## Composizioni

### Musica da Camera
- Tre Gran Trio per clarinetto, violoncello e pianoforte - Genere Romantico op. 56, Genere Fantastico op. 60, Genere Religioso op. 63
- Pensieri di Bellini per flauto, violoncello e pianoforte op. 55
- Terzetti m. 1, 2 e 3 per oboe, fagotto e pianoforte
- Fantasia per fagotto e pianoforte
- Fantasia per oboe e pianoforte
- Gran sonata brillante per due pianoforti a 8 mani op. 12
- Sonata per pianoforte a 4 mani op.24
- Gran Polonese per pianoforte, oboe, clarinetto e fagotto op. 23
- Gran Polonese per pianoforte, oboe, clarinetto e fagotto op. 25
- Tre Fantasie per pianoforte e clarinetto op. 49